# William Z. Ripley
William Zebina Ripley (geboren am 13. Oktober 1867 in Medford, Massachusetts; gestorben am 16. August 1941 in Edgecomb, Maine) war ein amerikanischer Wirtschaftswissenschaftler und Anthropologe. Zu den Hochschulen, an denen er gelehrt hat, zählen die Columbia University, das MIT und die Harvard University. Weit über Fachkreise hinaus wurde Ripley durch seine Kritik an der amerikanischen Eisenbahn- und Aktienwirtschaft und seine Forderung bekannt, deren Geschäfte transparent zu machen und staatlicherseits strenger zu kontrollieren.
Bekanntheit erlangte Ripley auch durch seine noch in der Frühphase seines Schaffens, im ausgehenden 19. Jahrhundert entwickelte Rassentheorie. Diese Theorie, die heute als klassisches Beispiel für wissenschaftlich gestützten Rassismus und für Pseudowissenschaft gilt, genoss in der zeitgenössischen wissenschaftlichen Community hohes Ansehen und wurde von Rassenanthropologen, Eugenikern, White Supremacists, Nordizisten und Rassisten im Allgemeinen aufgegriffen.

## Leben und Werk

### Jugend, Studium und persönliches Leben
Ripley ist als Sohn von Nathaniel Leavitt Ripley und Estimate Ruth E. Ripley, geb. Baldwin geboren und studierte zunächst Ingenieurwissenschaften am Massachusetts Institute of Technology (MIT), wo er 1890 den Bachelorgrad erlangte. Anschließend wechselte er zur Columbia University, wo er 1892 den Master- und 1893 den Doktorgrad erwarb.
1893 heiratete er Ida Sabin Davis; in den folgenden Jahren wurden zwei Töchter und zwei Söhne geboren.

### Lehre und außeruniversitäre Tätigkeit
Von 1893 bis 1901 lehrte Ripley an der Columbia University Soziologie; im selben Zeitraum lehrte er überdies auch  Wirtschaftswissenschaften am MIT, zunächst zwei Jahre lang als Lehrbeauftragter (engl. instructor), dann als Assistenzprofessor.
1901 berief ihn Harvard, wo er von 1902 an Professor für politische Ökonomie war und von 1911 bis zu seiner Emeritierung im Jahre 1933 den renommierten Nathaniel-Ropes-Lehrstuhl für Politische Ökonomie einnahm.
Von 1918 bis 1920 stand er der National Adjustment Commission vor, einer 1917 eingerichteten Erweiterung des United States Shipping Board (USSB), die die Beschäftigungsstandards in der Seefrachtindustrie regeln sollte.

### Die letzten Jahre
Bei einem Unfall während einer Taxifahrt in New York City erlitt Ripley im Januar 1927 eine schwere Kopfverletzung und im Anschluss daran einen in der Presse als „Nervenzusammenbruch“ bezeichneten Zustand, in dem er für mehr als zwei Jahre arbeitsunfähig war. Seine Lehrtätigkeit in Harvard konnte er nicht vor Februar 1930 wieder aufnehmen. Bereits im Januar 1930 veröffentlichte Ripley jedoch wieder einen Zeitungsartikel. Im Februar 1931 erschien er anlässlich einer Anfrage zum Bankwesen als Zeuge vor dem US-Senat. Im Juni 1932 folgte ein weiterer Auftritt vor dem Senat. Beide nutzte Ripley, um für eine verstärkte staatliche Kontrolle der Banken zu werben.
Ripleys Rückkehr zur Arbeit war von akademischen Ehrungen begleitet worden; so ernannte ihn die Columbia University, die ihm 1893 den Ph.D.-Titel verliehen hatte, 1929 auch zum Doktor der Literatur (Doctor of Letters). Die University of Wisconsin ernannte ihn 1930 zum Doktor der Rechte; die Bucknell University und die University of Rochester taten 1931 dasselbe. Die American Economic Association, der Ripley 1898, 1900 und 1901 als Vizepräsident gedient hatte, wählte ihn im Dezember 1932 zu ihrem Präsidenten.
Während eines im Sommer 1931 begonnenen Auslandsaufenthalts erlitt Ripley im Herbst 1932 in den Niederlanden einen weiteren schweren Zusammenbruch, der in der Presse als Folge von Überarbeitung dargestellt wurde. Zum 1. März 1933 ließ er sich, im Alter von 65 Jahren, emeritieren.
Ripley starb im Alter von 73 Jahren in seinem Sommerwohnsitz in East Edgecomb, Maine.

## Positionen

### Hintergrund
Im letzten Viertel des 19. Jahrhunderts hatte die amerikanische Gesellschaft eine radikale Transformation durchgemacht; das bis dahin überwiegend landwirtschaftlich geprägte Land hatte eine weitreichende Industrialisierung, Urbanisierung und Einwanderung erlebt. Ripleys wissenschaftliches Denken war von diesen Eindrücken geprägt, und wie viele seiner Zeitgenossen empfand er diese Entwicklungen als ambivalent. Drei Dinge interessierten ihn besonders: 1. die Zusammensetzung der Einwandererschaft (und die Implikationen dieser Zusammensetzung für die Aufrechterhaltung der kulturellen Traditionen); 2. die Kontrolle der Eisenbahnindustrie; 3. die Probleme rund um die Regulierung der Finanzmärkte.

### Rassentheorie

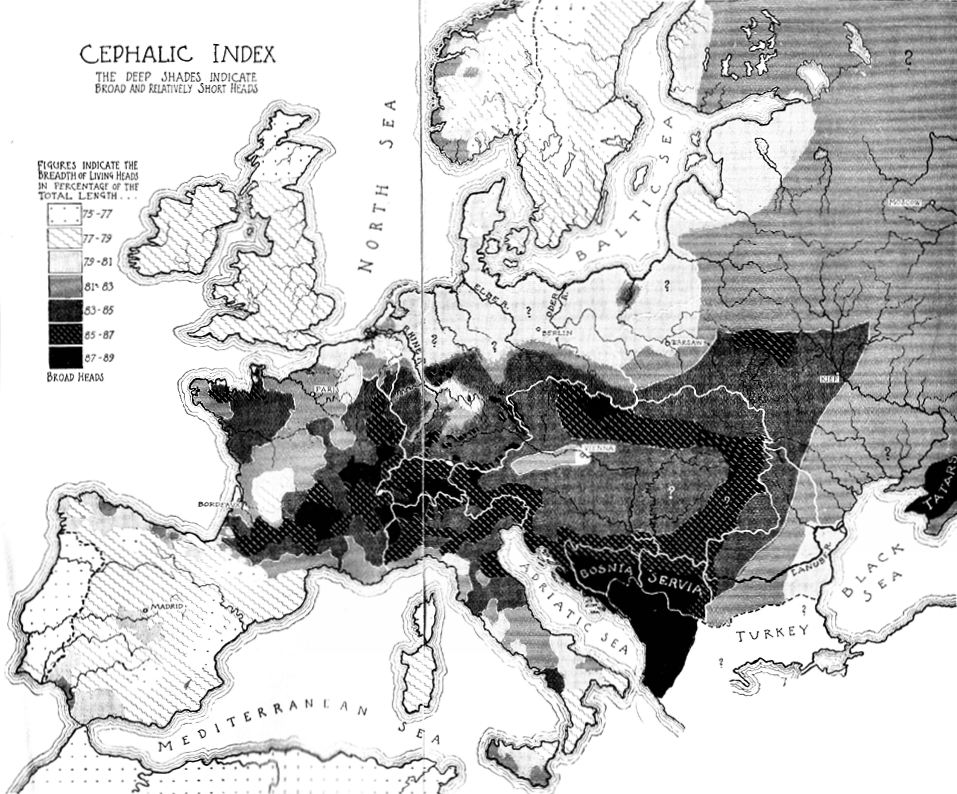
Karte der Schädelindizes in Europa; aus Ripleys Buch The Races of Europe

Ripley wandte sich der Anthropologie 1895 zu, als die Bezahlung, die Columbia und MIT ihm für seine Lehrtätigkeit gewährte, für den Unterhalt seiner wachsenden Familie nicht mehr ausreichte, und Francis Walker, der am MIT sein Lehrer gewesen war, jemanden brauchte, der für ihn eine wissenschaftliche Klassifikation der Einwanderer erarbeitete. Ripley bearbeitete diese Aufgabe, die im Wesentlichen in der Kompilation existierender Veröffentlichungen bestand, mit Unterstützung seiner politisch interessierten Frau, und gab einem Reporter der New York Times später zur Auskunft, dass er die Extraeinnahmen für die Ausbildung seiner Kinder gebraucht habe.
Die Arbeit nahm 19 Monate in Anspruch und ist stark von der Rezeption der Werke von John Beddoe, Joseph Deniker und Georges Vacher de Lapouge geprägt. Ripley machte seine Ergebnisse zunächst in einer Vorlesungsreihe öffentlich, die er im Herbst 1896 am Lowell Institute der Columbia University hielt und die in Popular Science Monthly seriell abgedruckt wurden. 1899 folgte unter dem Titel The Races of Europe die Buchform.
Wie viele seiner amerikanischen Zeitgenossen, unabhängig von ihrer Bildung, hielt auch Ripley das Konzept menschlicher Rassen für eine valide Erklärung menschlicher Unterschiede. Dabei beschränkte sich die Charakteristik einer „Rasse“ für ihn nicht auf körperliche Merkmale, sondern umfasste seiner Meinung nach auch Verhaltensmerkmale; diese seien, auch bei einem Wechsel der Umgebung, durch äußere Faktoren nicht veränderlich. Ripley schloss daraus, dass die mit der Einwanderung verbundene Multikulturisierung die Werte, auf denen die Vereinigten Staaten gegründet worden seien, in Gefahr bringe.
Carl von Linné hatte 1735 in seiner Schrift Systema Naturae postuliert, dass weltweit vier Gruppen von Menschen zu unterscheiden seien, wobei in Europa hauptsächlich ein „Homo Europaeus albescens“ siedle; Linné hatte sich in diesem Zusammenhang ausschließlich für verschiedene Hautfarben interessiert. Ripley beklagte, dass diese Auffassung sich in den Vereinigten Staaten hartnäckig bis in die Gegenwart halte, obwohl die jüngere kraniometrische Forschung, etwa die Denikers, sie widerlegt habe. Bei seiner Auswertung der einschlägigen jüngeren Fachliteratur war Ripley zur Überzeugung gelangt, dass in Europa keineswegs nur eine, sondern mindestens drei Rassen verbreitet seien: eine „teutonische“, eine „alpine“ und eine „mediterrane“.
Als Kennzeichen des „teutonischen“ Rassentyps (bei Deniker: „nordische Rasse“), der nach Ripley in reinster Form in Skandinavien vorliegt, nennt er u. a. einen hohen Wuchs, eine Neigung zur Korpulenz, einen langen Kopf mit langem Gesicht, sehr helles Haar, blaue Augen und eine schmale, stark vorstehende Höckernase. Im Anschluss an Beddoe führt er, eher beiläufig, auch typische Charaktereigenschaften auf, darunter Bauernschläue, Ehrlichkeit, Reserviertheit, Kälte, Unversöhnlichkeit, Beharrlichkeit, Energie und Fleiß. Unter Berufung auf Otto Ammon ergänzt er, dass die „teutonische Rasse“ „fast überall einen ausgesprochenen Hang zum Stadtleben“ habe. Anders als die zeitgenössischen Nordizisten ging Ripley allerdings davon aus, dass die Kultur der „teutonischen“ Völker in deren Frühzeit primitiver gewesen sei als die anderer, etwa der mediterranen, die zur selben Zeit Hochkulturen wie z. B. Hellas hervorgebracht haben.
Als Merkmale der „alpinen Rasse“ (bei Paul Broca und anderen: „keltischen Rasse“), die aus Asien nach Europa gelangt sei und heute überall in den westeuropäischen Gebirgsregionen, am reinsten aber im Piemont vorkomme, nennt Ripley einen mittelgroßen, stämmigen Wuchs, einen runden Kopf mit breitem Gesicht, hellbraunes Haar, graue Augen und eine meist breite, kräftige Nase. Ripley charakterisiert ihre Vertreter als friedfertig, behäbig, konservativ, schwermütig, ausgeprägt sesshaft und bodenständig und dem Landleben zugeneigt.
Kennzeichen der „mediterranen Rasse“, die aus dem Süden in ihr heutiges Verbreitungsgebiet gelangt und heute am reinsten in Spanien und Thessalien verbreitet sei, sind nach Ripley ein mittelgroßer, schlank gewachsener Körper mit großer Beweglichkeit, ein langer Kopf mit langem Gesicht, dunkelbraunes oder schwarzes Haar, dunkle Augen, eine breite Nase und dunkle Haut. Auch die Hellenen, ebenso wie die Phönizier, Römer und Iberer, waren nach Ripley vom „mediterranen“ Typ. Deniker hatte, anders als Ripley, zwei mediterrane „Rassen“ unterschieden: eine hochgewachsene, die der „atlanto-mediterrane Rasse“ nannte, und eine kleinwüchsige, die der als „iberisch-insulare Rasse“ bezeichnete.
Rasse verstand Ripley als „physische Verwandtschaft“ (physical relationship) bzw. als diejenige Klasse von „Typen“, deren „Eigenarten, geistig oder körperlich, […] in der direkten Abstammungslinie von Vater zu Sohn mit Beständigkeit übermittelt werden“, wobei geistige Eigenarten selbst dann, wenn sie über mehrere Generationen fortbestehen, auch andere Ursachen haben können.
Die Assoziation blonder und blauäugiger Menschen mit einer „kaukasischen Rasse“, wie sie in den USA noch heute vorgenommen wird, hielt Ripley für verfehlt, denn es existiere in der Region des Kaukasus weder dieser Typus noch eine autochthone Sprecherschaft einer indoarischen Sprache. Ebenso stritt Ripley auch die Existenz einer „arischen Rasse“ ab.
Über „den Juden“ schrieb er, dieser lasse „eine angeborene Abneigung gegen intensive körperliche oder Freilandarbeit [erkennen], ebenso wie für physische Tätigkeit oder Anstrengung in jeder Form. Er bevorzugt es, durch das Hirn zu leben, nicht durch Muskelkraft“, was Ripley unmissverständlich als Problem darstellt. Es folgt eine detaillierte Schilderung der physischen Charakteristika der Juden. Am Ende schreibt Ripley den Juden eine große „ethnische Reinheit“ zu, hält sie in „rassischer“ Hinsicht aber für außerordentlich heterogen: „Die Juden sind nicht eine Rasse, sondern im Grunde nur ein Volk.“
1901 bewarb Ripley sich mit dem Buch bei der Société d’anthropologie de Paris für den Prix Bertillon. Er erhielt den Preis gemeinsam mit Gustave Cauderlier, der ein Werk Les lois de population eingereicht hatte.
1908 wurde Ripley vom Royal Anthropological Institute of Great Britain and Ireland (London) zum Huxley Memorial Lecturer berufen. Die Vorlesung, die er im Rahmen der Auszeichnung gab, trug den Titel The European Inhabitants of the United States (deutsch: „Die europäischen Bewohner der Vereinigten Staaten“).
The Races of Europe wurde zu einer der einflussreichsten Rassentaxonomien der amerikanischen Progressive Era. Rezipiert wurde das Buch u. a. von Madison Grant, der viel daraus übernahm, die „teutonische Rasse“ aber „nordische Rasse“ (Nordic race) nannte und zur Herrenrasse erklärte, die den anderen überlegen sei. In Deutschland wurde Ripleys Buch u. a. von Hans F. K. Günther (Rassenkunde des jüdischen Volkes, 1929) rezipiert.

### Wirtschaftskritik
Ripleys Pessimismus, dass die starke Einwanderung die bisherige Ordnung durcheinanderbringen würde, fand Ausdruck auch in seinen Positionen zur Wirtschaft. So gelangte er zur Auffassung, dass in einer rassisch, religiös und kulturell stark heterogen gewordenen Gesellschaft insbesondere in der Wirtschaft strikte Regulierungen und Standardisierungen an die Stelle der bis dahin üblichen informellen Praktiken treten müssen, wobei ihm namentlich an einer Klarheit der Rechtsformen der Unternehmen und ihres Umgangs mit Geld bzw. ihrer Buchführung gelegen war.

#### Eisenbahnindustrie
Kernbereich von Ripleys Forschungsinteresse wurde im frühen 20. Jahrhundert die Eisenbahnindustrie; in den vorausgegangenen Dekaden hatte diese den Aufstieg der städtisch-industriellen Wirtschaft überhaupt erst möglich gemacht. 1907 veröffentlichte Ripley als Herausgeber eine Essaysammlung Railway Problems, der er 1912 und 1915 zwei eigene Bücher (Railroads. Rates and Regulations und Railroads. Finance and Organization) folgen ließ. Ripley warb darin für eine Stärkung der Position der Interstate Commerce Commission (ICC), die 1887 zur Regulierung der Eisenbahnindustrie geschaffen worden war. Die amerikanische Bahnindustrie wurde ausschließlich durch Privatunternehmer getragen, die, wie etwa Jay Gould und Edward Henry Harriman, dazu neigten, ihre regionalen Monopole auszubeuten, etwa zu Lasten der Spediteure. Ebenso wie andere Progressive drängte Ripley darauf, solchem Missbrauch wirtschaftlicher Macht durch staatliche Kontrolle entgegenzutreten.
Ripleys Engagement für die Kontrolle der Eisenbahnindustrie erschöpfte sich keineswegs im Akademischen, sondern veranlasste ihn auch zu praktischer Arbeit für verschiedene öffentliche Institutionen. So wirkte er als Experte in der United States Industrial Commission, als diese 1900/1901 die Verhandlungen zwischen Eisenbahn- und Steinkohleunternehmern organisierte. 1916 arbeitete er in einer Kommission mit, die für die Eisenbahnarbeiter den Lohn für einen neuen Achtstundentag aushandelte. Ebenfalls 1918 diente er beim Kriegsministerium als Administrator im Bereich der Beschäftigungsstandards und wirkte in dieser Position als Schlichter bei Eisenbahnerstreiks mit. 1920–1923 arbeitete er bei der ICC an der Vorbereitung einer massiven Konsolidierung der Eisenbahnbranche mit, die später als „Ripley-Plan“ bekannt wurde. Veröffentlicht wurde der Plan von der ICC 1929 unter dem Titel Complete Plan of Consolidation. Umgesetzt wurde er am Ende nicht, denn der US-Kongress lehnte ihn bei der Verabschiedung seines Transportation Act of 1940 ab.

#### Wall Street
In den 1920er Jahren wandte Ripley seine Aufmerksamkeit den Finanzmärkten zu, die nach dem Ersten Weltkrieg massiv angewachsen waren und nach seiner Einschätzung dringend einer reformierten staatlichen Regulierung bedurften. Ripley schrieb zu diesem Thema eine Reihe von Essays, die 1926 unter dem Titel „Stop, Look, Listen!“ zunächst im Atlantic Monthly erschienen und im Jahr darauf auch in Buchform veröffentlicht wurden. Seine Kritik galt insbesondere der Neigung der Aktiengesellschaften, ihre Geschäfte und den Zustand des Unternehmens nicht transparent zu machen; benachteiligt werden dadurch die Investoren, weil sie den Wert einer Aktie kaum beurteilen können. Die New York Times widmeten Ripley im September 1926 einen Artikel, der die Schlagzeile trug: „When Ripley Speaks, Wall Street Heeds“ (deutsch: „Wenn Ripley spricht, gibt Wall Street acht“). Laut Time Magazine wurde Ripley auch bekannt als „The Professor Who Jarred Wall Street“ (deutsch: „Der Professor, der Wall Street erschütterte“). Ripleys Publikationen veranlasste das Social Science Research Council (SSRC) zur Bildung eines Komitees, das das Problem der modernen Aktiengesellschaften untersuchen sollte. Ripley diente als Chairman. Nach seinem schweren Unfall 1927 wurde er durch George O. May abgelöst, und die bedeutendste Leistung des Komitees bestand dann in der Unterstützung der Forschung von Adolf Augustus Berle und Gardiner Means, die 1932 ihr wichtiges Buch The Modern Corporation and Private Property vorlegten. Nach dem New Yorker Börsenkrach vom 24. Oktober 1929 fand Ripley Anerkennung als einer der Experten, die frühzeitig vor einem solchen Ereignis gewarnt hatten.

## Veröffentlichungen (Auswahl)
- The Financial History of Virginia (1609–1776). 1893 (Doktorarbeit am Columbia College).
- The Races of Europe. A Sociological Study. D. Appleton and Company, New York 1899 (eingeschränkte Vorschau in der Google-Buchsuche). Digitalisat. In: Internet Archive. Abgerufen am 12. Oktober 2024.
- Trusts, Pools and Corporations. Ginn & Company, Boston 1905.
- Als Herausgeber: Railway Problems. Ginn & Company, Boston 1907.
- Railroads. Rates and Regulations. Longmans, Green, London 1912. Digitalisat im Project Gutenberg
- Railroads. Finance and Organization. Longmans, Green, London 1913.
- Main Street and Wall Street. Little, Brown, Boston 1927.